# Balm
Balm es un lugar designado por el censo ubicado en el condado de Hillsborough en el estado estadounidense de Florida. En el Censo de 2010 tenía una población de 1.457 habitantes y una densidad poblacional de 55,37 personas por km².

## Geografía
Balm se encuentra ubicado en las coordenadas 27°45′11″N 82°17′22″O / 27.75306, -82.28944. Según la Oficina del Censo de los Estados Unidos, Balm tiene una superficie total de 26.31 km², de la cual 26.04 km² corresponden a tierra firme y (1.03%) 0.27 km² es agua.

## Demografía
Según el censo de 2010, había 1.457 personas residiendo en Balm. La densidad de población era de 55,37 hab./km². De los 1.457 habitantes, Balm estaba compuesto por el 71.17% blancos, el 15.31% eran afroamericanos, el 0.14% eran amerindios, el 1.58% eran asiáticos, el 0% eran isleños del Pacífico, el 9.81% eran de otras razas y el 1.99% pertenecían a dos o más razas. Del total de la población el 31.02% eran hispanos o latinos de cualquier raza.